# Miss Arkansas
A competição Miss Arkansas é o concurso que seleciona o representante do estado de Arkansas no concurso Miss America. Arkansas ganhou o título de Miss America três vezes (1964, 1982, 2017).
Darynne Dahlem, de Greenwood, foi coroada Miss Arkansas 2019 em 15 de junho de 2019 no Robinson Center Auditorium em Little Rock, Arkansas. Ela competiu pelo título de Miss America 2020 em dezembro de 2019.

## Galeria de titulares anteriores

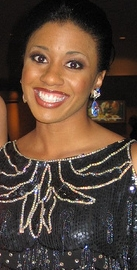
Eudora Mosby, Miss Arkansas 2005
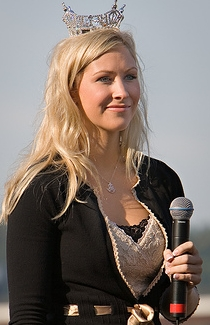
Amber Bennett, Miss Arkansas 2006
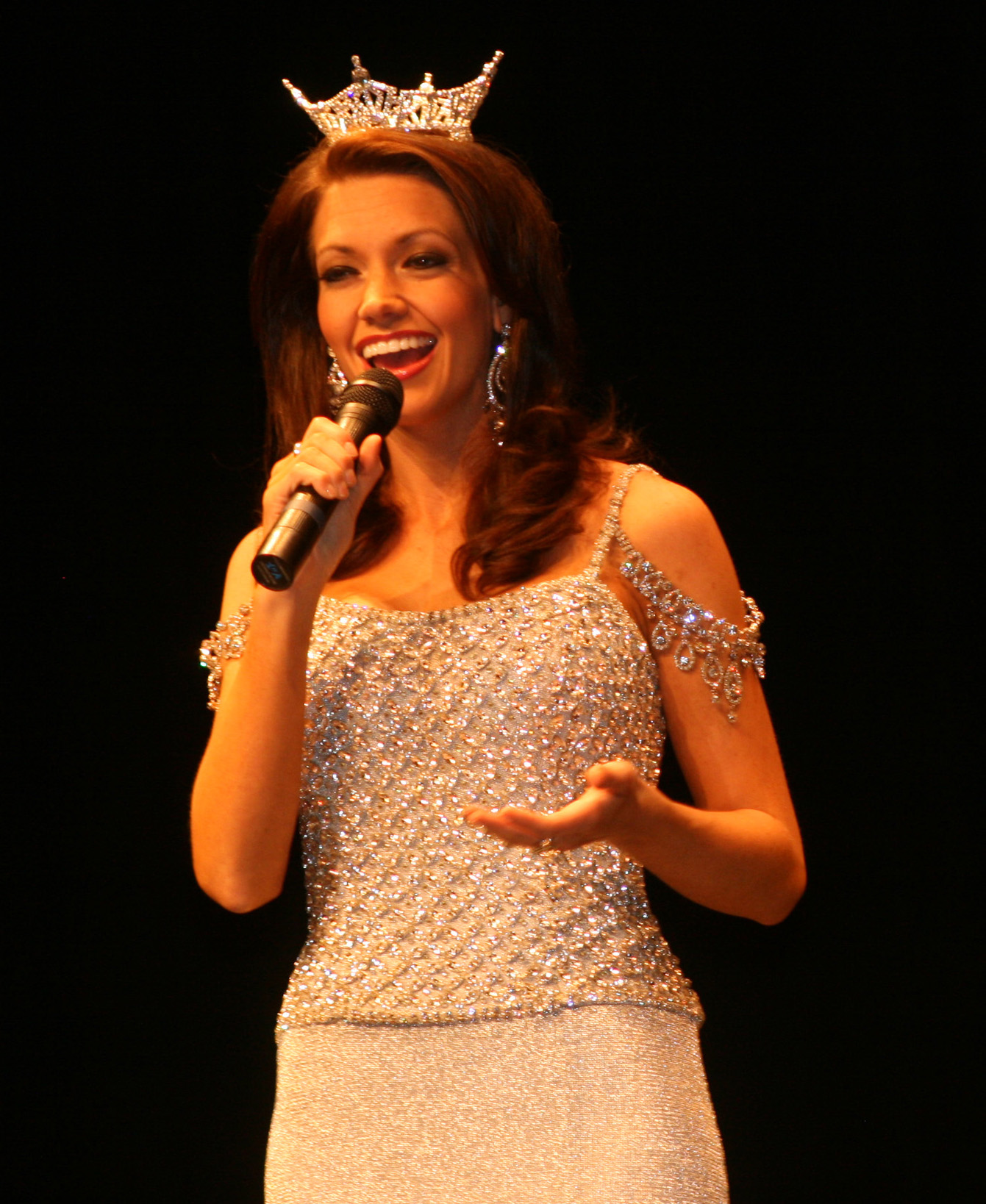
Sarah Slocum, Miss Arkansas 2009
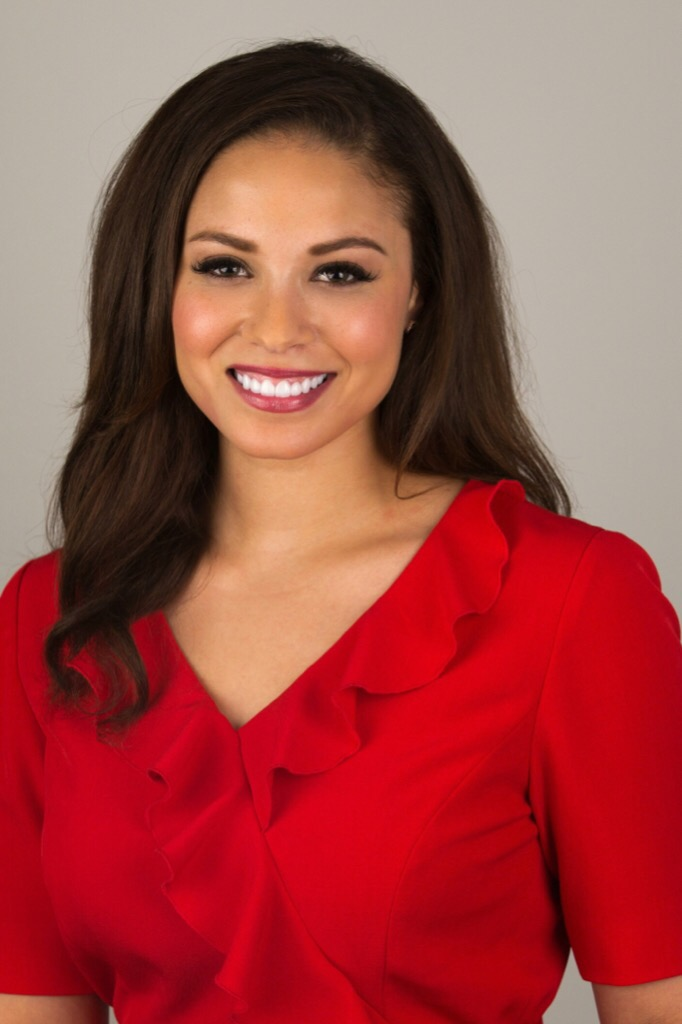
Alyse Eady, Miss Arkansas 2010
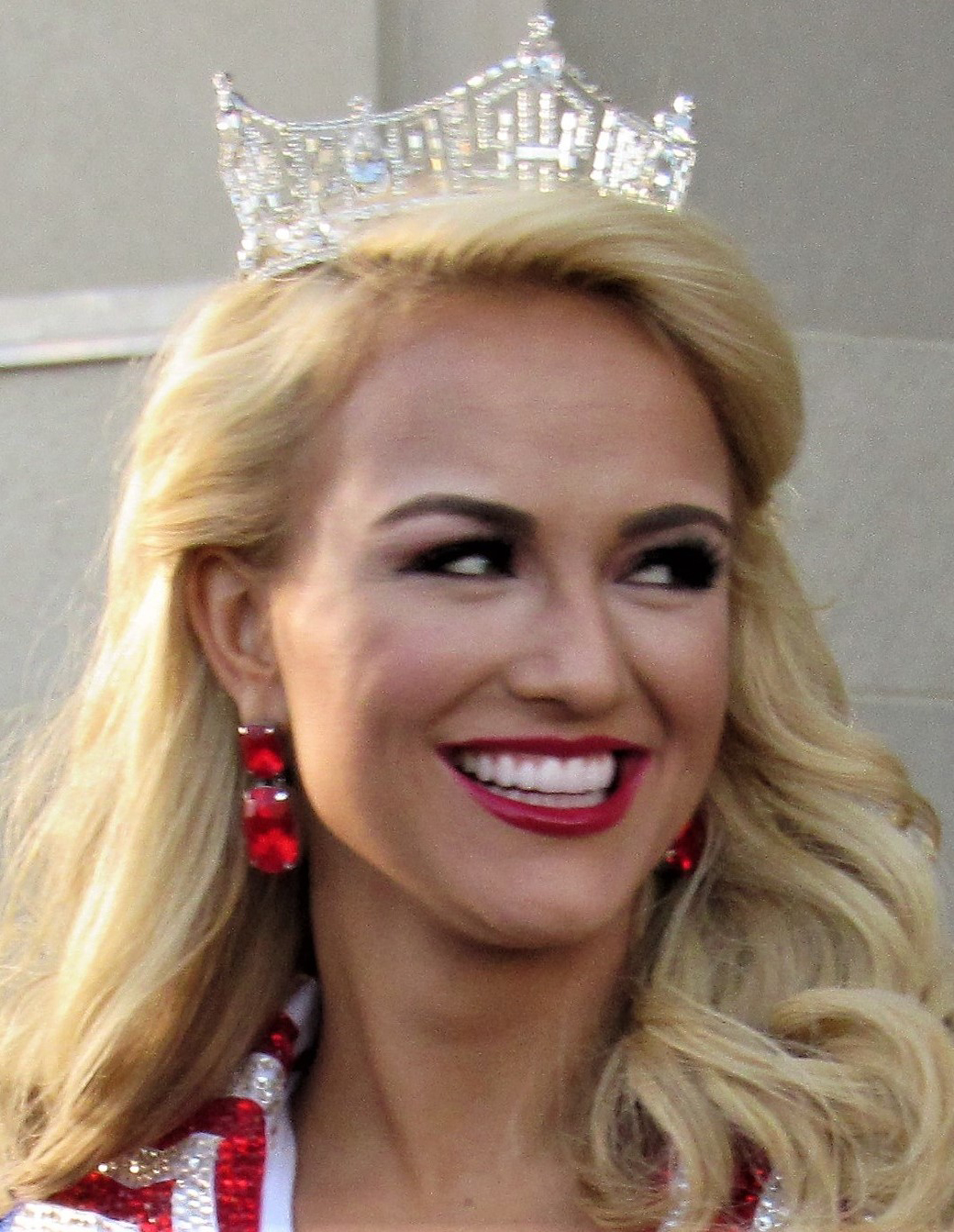
Shields Savvy, Miss Arkansas 2016 e Miss America 2017

## Resumo dos resultados
A seguir, é apresentado um resumo visual dos resultados anteriores dos titulares de Miss Arkansas nos concursos nacionais de Miss America. O ano entre parênteses indica o ano da competição nacional durante a qual uma colocação e/ou prêmio foi conquistada, não o ano anexado ao título estadual do competidor.

### Canais
- Miss Americas: Donna Axum (1964), Elizabeth Ward (1982), Savvy Shields (2017)
- 1.ª colocada: Rebecca McCall (1946), Frances Anderson (1962), Karen Carlson (1965), Alyse Eady (2011)
- 2º colocada: Paula Montgomery (1996), Ashton Campbell (2015)
- 3º colocada: Mary Jennings (1951), Charlotte Simmen (1952), Lacy Fleming (2005)
- 4º colocada: Lencola Sullivan (1981)
- 10.ª colocada: Dorris Love (1943), Sally Miller (1959), Donna Connelly (1971), Mary Stuart (1983), Julie Russell (1987), Nicole Bethmann (1994), Erin Wheatley (1999), Brandy Rhodes (2000) Jessie Ward (2001), Eudora Mosby (2006)
- 12.º colocada: Ashlen Batson (2009)
- 15.ª colocada: Barbara Brothers (1949), Sarah Slocum (2010), Amy Crain (2014), Loren McDaniel (2016)
- 16.ª colocada: Katie Bailey (2008)

## Vencedores
- Declarada vencedora
- Acabou como vice-campeã
- Terminou como finalista ou semi-finalista

| Ano  | Nome                                                       | Cidade natal                                               | Idade                                                      | Talento de Miss America                                                                          | Colocação no Miss America                                  | Bolsas especiais na Miss America                                  | Notas |
| ---- | ---------------------------------------------------------- | ---------------------------------------------------------- | ---------------------------------------------------------- | ------------------------------------------------------------------------------------------------ | ---------------------------------------------------------- | ----------------------------------------------------------------- | --- |
| 2019 | Darynne Dahlem                                             | Greenwood                                                  | 22                                                         | Canto, "Somewhere" de West Side Story                                                            |                                                            | STEM Scholarship Award Finalist                                   | |
| 2018 | Claudia Raffo                                              | Jonesboro                                                  | 22                                                         | Dança de jazz, "That's Life"                                                                     |                                                            | Quality of Life Award                                             | |
| 2017 | Maggie Benton                                              | Jonesboro                                                  | 22                                                         | Canto, "The Music of the Night"                                                                  |                                                            |                                                                   | |
| 2016 | Savannah Skidmore                                          | Calico Rock                                                | 21                                                         | Canto                                                                                            | N/A                                                        | N/A                                                               | 1.ª colocada no concurso Miss Arkansas 2016 Assumiu o título depois que Shields foi nomeada Miss America 2017 Mais tarde Miss Arkansas USA 2019 5.ª colocada no concurso de Miss USA 2019 |
| 2016 | Savvy Shields                                              | Fayetteville                                               | 21                                                         | Dança de jazz, "They Just Keep Moving the Line"                                                  | Vencedora                                                  | Preliminary Talent Award                                          | Anteriormente Miss Arkansas' Outstanding Teen 2009 |
| 2015 | Loren McDaniel                                             | Van Buren                                                  | 22                                                         | Canto, "Bring Him Home" de Les Misérables                                                        | 15.ª colocada                                              |                                                                   | |
| 2014 | Ashton Campbell                                            | Hindsville                                                 | 20                                                         | Canto, "Via Dolorosa"                                                                            | 2.ª colocada                                               |                                                                   | Anteriormente Miss Arkansas' Outstanding Teen 2011 |
| 2013 | Amy Crain                                                  | Hot Springs                                                | 23                                                         | Clogging Contemporâneo, "Game Time"                                                              | 15.ª colocada                                              |                                                                   | 4.ª colocada no concurso National Sweetheart 2010 |
| 2012 | Sloane Roberts                                             | Rison                                                      | 19                                                         | Sapateado a cappella                                                                             |                                                            | Miss Congeniality (tie)                                           | Anteriormente Miss Arkansas' Outstanding Teen 2008 2.ª colocada no concurso Miss America's Outstanding Teen 2008                                                                          |
| 2011 | Kristen Glover                                             | Stuttgart                                                  | 22                                                         | Sapateado, "Piano Sonata No. 11"                                                                 |                                                            | Quality of Life Award Finalist                                    | |
| 2010 | Alyse Eady                                                 | Fort Smith                                                 | 22                                                         | Ventriloquismo / Canto, "I Want to be a Cowboy's Sweetheart"                                     | 1.ª colocada                                               |                                                                   | Anteriormente Miss Teen Arkansas 2004 |
| 2009 | Sarah Slocum                                               | Sheridan                                                   | 23                                                         | Canto, "The Prayer"                                                                              | 15.ª colocada                                              | America's Choice                                                  | |
| 2008 | Ashlen Batson                                              | Newark                                                     | 21                                                         | Flauta, pot-pourri de Carmen                                                                     | 12.ª colocada                                              |                                                                   | |
| 2007 | Katie Bailey                                               | Conway                                                     | 25                                                         | Canto, "Feeling Good"                                                                            | 16.ª colocada                                              |                                                                   | |
| 2006 | Amber Bennett                                              | Carlisle                                                   | 23                                                         | Canto, "Come Rain or Come Shine"                                                                 |                                                            |                                                                   | |
| 2005 | Eudora Mosby                                               | Hazen                                                      | 23                                                         | Canto, "Dream In Color"                                                                          | 10.ª colocada                                              |                                                                   | |
| 2004 | Lacy Fleming                                               | Hampton                                                    | 22                                                         | Canto, "Last Dance"                                                                              | 3.ª colocada                                               |                                                                   | |
| 2003 | Whitney Kirk                                               | Cabot                                                      | 22                                                         | Canto / Dança, "All That Jazz"                                                                   |                                                            | Non-finalist Interview Award                                      | Participante no concurso National Sweetheart 2000 |
| 2002 | Lauren Davidson                                            | El Dorado                                                  | 20                                                         | Canto, "It's Time"                                                                               |                                                            | Preliminary Lifestyle & Fitness Award                             | |
| 2001 | Jessie Ward                                                | Prescott                                                   | 21                                                         | Sapateado, pot-pourri de Michael Jackson                                                         | 10.ª colocada                                              |                                                                   | Atual Diretora Executiva da organização Miss Arkansas |
| 2000 | Sara Harris                                                | Forrest City                                               | 20                                                         | Canto, "Unchained Melody"                                                                        |                                                            |                                                                   | |
| 1999 | Brandy Rhodes                                              | Hot Springs                                                | 22                                                         | Sapateado original, "American Rhapsody"                                                          | 10.ª colocada                                              |                                                                   | |
| 1998 | Erin Wheatley                                              | Little Rock                                                | 22                                                         | Canto / Sapateado, "I Got Rhythm"                                                                | 10.ª colocada                                              |                                                                   | |
| 1997 | Stacy Freeman                                              | Sheridan                                                   | 22                                                         | Sapateado, "Sing, Sing, Sing"                                                                    |                                                            |                                                                   | Anteriormente Miss Arkansas Teen USA 1992 |
| 1996 | Melonie McGarrah                                           | Rogers                                                     | 22                                                         | Canto, "I Will Always Love You"                                                                  |                                                            |                                                                   | |
| 1995 | Paula Montgomery                                           | Cabot                                                      | 22                                                         | Canto, "Can't Help Lovin' Dat Man"                                                               | 2.ª colocada                                               |                                                                   | Anteriomente Miss Arkansas Teen USA 1991 Mãe da Miss Arkansas' Outstanding Teen 2017, Aubrey Reed                                                                                         |
| 1994 | Beth Anne Rankin                                           | Magnolia                                                   | 23                                                         | Piano                                                                                            |                                                            | Non-finalist Talent Award                                         | |
| 1993 | Nicole Bethmann                                            | Rogers                                                     | 24                                                         | Canto, "And I Am Telling You I'm Not Going"                                                      | 10.ª colocada                                              |                                                                   | |
| 1992 | Shannon Boy                                                | Alma                                                       | 21                                                         | Flauta, tema de Star Wars                                                                        |                                                            |                                                                   | |
| 1991 | Heather Hunnicutt                                          | Fayetteville                                               | 22                                                         | Canto, "Born To Be Blue"                                                                         |                                                            |                                                                   | Filha de Claudette Smith, Miss Arkansas 1960 |
| 1990 | Karissa Rushing                                            | Benton                                                     | 24                                                         | Canto, "With a Song In My Heart"                                                                 |                                                            |                                                                   | |
| 1989 | Marci Lewallen                                             | Dardanelle                                                 | 22                                                         | Canto / Banjo, "Boogie Woogie Banjo Blues"                                                       |                                                            |                                                                   | |
| 1988 | Patti Thorn                                                | Hot Springs                                                | 23                                                         | Canto, "Love Is Where You Find It"                                                               |                                                            | Non-finalist Talent Award                                         | |
| 1987 | Carole Lawson                                              | Paragould                                                  | 21                                                         | Flauta / Piccolo, pot-pourri de Carmen                                                           |                                                            |                                                                   | Anteriormente National Sweetheart 1986 |
| 1986 | Julie Russell                                              | Fort Smith                                                 | 22                                                         | Piano clássico com narração                                                                      | 10.ª colocada                                              |                                                                   | |
| 1985 | Christi Taunton                                            | Camden                                                     | 20                                                         | Canto Popular, "Remembering"                                                                     |                                                            | Dr. David B. Allman Medical Scholarship                           | |
| 1984 | Lisa Stevens                                               | Arkadelphia                                                | 22                                                         | Flauta, "Sabre Dance"                                                                            |                                                            | Non-finalist Talent Award                                         | |
| 1983 | Regina Hopper                                              | Springdale                                                 | 24                                                         | Canto Popular, "You're Gonna Hear From Me"                                                       |                                                            | Non-finalist Talent Award                                         | Eleita para o Conselho de Administração da Miss America[carece de fontes?] |
| 1982 | Mary Stuart                                                | Little Rock                                                | 20                                                         | Canto / Dança de Jazz Broadway, "The Birth of the Blues"                                         | 10.ª colocada                                              |                                                                   | Mais tarde, atuou como Frannie Hughes em As the World Turns de 1990 a 1993[carece de fontes?]                                                                                             |
| 1981 | Micki Petrus                                               | Hazen                                                      |                                                            |                                                                                                  | N/A                                                        | N/A                                                               | 2.ª colocada no concurso Miss Arkansas 1981. Assumiu o título depois que Ward se tornou Miss America 1982                                                                                 |
| 1981 | Grace Elizabeth Ward                                       | Russellville                                               | 20                                                         | Canto, "After You've Gone"                                                                       | Vencedora                                                  | Preliminary Lifestyle and Fitness Award                           | Anteriormente National Sweetheart 1980 De modo infame, teve um breve caso com o Presidente Bill Clinton em 1998                                                                           |
| 1980 | Lencola Sullivan                                           | Morrilton                                                  | 22                                                         | Canto de Blues, "St. Louis Blues"                                                                | 4.ª colocada                                               | Preliminary Lifestyle and Fitness Award                           | Primeira concorrente afro-americana a ser vice-campeã de um concurso de Miss America[carece de fontes?]                                                                                   |
| 1979 | Janet Holman                                               | North Little Rock                                          | 22                                                         | Canto, "Somewhere"                                                                               |                                                            |                                                                   | |
| 1978 | Naylene Vuurens                                            | Searcy                                                     | 20                                                         | Piano, "Etude in G Minor"                                                                        |                                                            |                                                                   | |
| 1977 | Bunnie Holbert                                             | Stuttgart                                                  | 20                                                         | Canto, "Feelings"                                                                                |                                                            | Non-finalist Talent Award Preliminary Lifestyle and Fitness Award | |
| 1976 | Joyce McCormack                                            | Little Rock                                                | 21                                                         | Ballet en Pointe, "Polonaise"                                                                    |                                                            | Non-finalist Talent Award                                         | |
| 1975 | Paula Roach                                                | Jonesboro                                                  | 20                                                         | Piano, tema de Summer of '42                                                                     |                                                            | Preliminary Lifestyle and Fitness Award                           | |
| 1974 | Rhonda Pope                                                | Hot Springs                                                | 21                                                         | Pot-pourri, "Friends" & "With a Little Help from My Friends"                                     |                                                            | Miss Congeniality (tie)                                           | |
| 1973 | Becky Hume                                                 | Jonesboro                                                  | 23                                                         | Exercícios livres no solo & Atleta de Trave Olímpica                                             |                                                            |                                                                   | |
| 1972 | Debbye Hazelwood                                           | Magnolia                                                   | 20                                                         | Piano, Warsaw Concerto                                                                           |                                                            |                                                                   | |
| 1971 | Marilyn Morgan                                             | Clarksville                                                | 20                                                         | Canto Popular, "Something"                                                                       |                                                            | Non-finalist Talent Award                                         | |
| 1970 | Donna Connelly                                             | Hope                                                       | 19                                                         | Pot-pourri, "Who Will Buy" de Oliver! & "Love Is a Many Splendored Thing"                        | 10.ª colocada                                              |                                                                   | |
| 1969 | Marilyn Allen                                              | North Little Rock                                          | 20                                                         | Balé acrobático, tema de Exodus                                                                  |                                                            |                                                                   | |
| 1968 | Helen Gennings                                             | Batesville                                                 | 20                                                         | Canto popular, "What the World Needs Now Is Love" & "Love Makes the World Go Round"              |                                                            |                                                                   | |
| 1967 | Sharon Evans                                               | North Little Rock                                          | 20                                                         | Canto / Dança, "Mame" from Mame                                                                  |                                                            | Miss Congeniality (tie) Preliminary Lifestyle and Fitness Award   | |
| 1966 | Mary Craig                                                 | Batesville                                                 | 18                                                         | Canto / Dança                                                                                    |                                                            |                                                                   | |
| 1965 | Nita Vanhook                                               | Newport                                                    | 20                                                         |                                                                                                  | N/A                                                        | N/A                                                               | Terminou em 2º lugar no Miss Arkansas 1965. Ela assumiu o título depois que Oglesby renunciou                                                                                             |
| 1965 | Rhonda Oglesby                                             | Pine Bluff                                                 | 19                                                         | Canto Popular                                                                                    |                                                            |                                                                   | Renunciou após manter o título por três meses |
| 1964 | Karen Carlson                                              | Fayetteville                                               | 20                                                         | Canto, "As Long As He Needs Me" from Oliver!                                                     | 1.ª colocada                                               |                                                                   | Ex-esposa de David Soul[carece de fontes?] |
| 1963 | Pam Jackson                                                | North Little Rock                                          |                                                            |                                                                                                  | N/A                                                        | N/A                                                               | Assumiu o título depois que Axum se tornou Miss America 1964 |
| 1963 | Donna Axum                                                 | El Dorado                                                  | 21                                                         | Pot-pourri, "Quando me'n vo'" & "I Love Paris"                                                   | Vencedora                                                  | Preliminary Lifestyle and Fitness Award                           | |
| 1962 | Edye Addington                                             | Texarkana                                                  | 19                                                         | Pot-pourri, "When I Fall In Love" & "This Can't Be Love"                                         |                                                            |                                                                   | |
| 1961 | Frances Anderson                                           | Pine Bluff                                                 | 19                                                         | Canto, "I Enjoy Being a Girl"                                                                    | 1.ª colocada                                               | Preliminary Lifestyle and Fitness Award                           | |
| 1960 | Claudette Smith                                            | Star City                                                  | 18                                                         | Canto                                                                                            |                                                            |                                                                   | Mãe de Heather Hunnicut, Miss Arkansas 1991 |
| 1959 | Suzanne Jackson                                            | North Little Rock                                          | 19                                                         | Pot-pourri cantado de The King and I                                                             |                                                            |                                                                   | |
| 1958 | Sally Miller                                               | Pine Bluff                                                 |                                                            | Canto clássico, "Caro Nome" de Rigoletto                                                         | 10.ª colocada                                              |                                                                   | |
| 1957 | Suzanne Scudder                                            | Hot Springs                                                |                                                            | Canto                                                                                            |                                                            |                                                                   | |
| 1956 | Barbara Banks                                              | Little Rock                                                |                                                            | Balé Interpretativo, Slaughter on Tenth Avenue                                                   |                                                            | Preliminary Talent Award                                          | |
| 1955 | Charlene Bowers                                            | Helena                                                     |                                                            | Canto, "I Want To Be Evil"                                                                       |                                                            |                                                                   | |
| 1954 | Sarah Martin                                               | Little Rock                                                |                                                            | Canto clássico                                                                                   |                                                            |                                                                   | |
| 1953 | Helen Reed                                                 | Fayetteville                                               |                                                            | Sapateado                                                                                        |                                                            |                                                                   | |
| 1952 | Bonnie Nicksic                                             | Hot Springs                                                |                                                            | Canto / Dança, "Life Upon the Wicked Stage" de Show Boat                                         |                                                            |                                                                   | |
| 1951 | Charlotte Simmen                                           | Little Rock                                                |                                                            | Canto & Exposição Artística                                                                      | 3.ª colocada                                               | Preliminary Lifestyle and Fitness Award                           | |
| 1950 | Mary Jennings                                              | Hot Springs                                                |                                                            | Canto clássico, "Un Bel Di" from Madama Butterfly                                                | 3.ª colocada                                               | Preliminary Lifestyle and Fitness Award                           | Foi uma soprano em destaque na New York City Opera. Foi jurada nos concursos de Miss America 1989 e 1991[carece de fontes?]                                                               |
| 1949 | Barbara Brothers                                           | Little Rock                                                |                                                            | Exposição de Pintura e Recitação de Poesia, "Old Black Joe" & "I'm in Love with a Wonderful Guy" | 15.ª colocada                                              |                                                                   | |
| 1948 | Van Louis McDaniel                                         | Forrest City                                               |                                                            | Monólogo, "Spartan Parents"                                                                      |                                                            |                                                                   | |
| 1947 | Pam Camp                                                   | Little Rock                                                |                                                            | Desenho                                                                                          |                                                            |                                                                   | |
| 1946 | Rebecca McCall                                             | Blytheville                                                |                                                            | Canto, "Put the Blame on Mame"                                                                   | 1.ª colocada                                               | Preliminary Lifestyle and Fitness Award                           | |
| 1945 | Leslie Hampton                                             | Lake Village                                               |                                                            | Canto, "My Man"                                                                                  |                                                            |                                                                   | |
| 1944 | Mineola Graham                                             | Brinkley                                                   |                                                            |                                                                                                  |                                                            |                                                                   | |
| 1943 | Dorris Love                                                | Jonesboro                                                  |                                                            | Leitura dramática, "Carta a um Soldado"                                                          | 10.ª colocada                                              |                                                                   | |
| 1942 | Nenhuma representante do Arkansas no concurso Miss America | Nenhuma representante do Arkansas no concurso Miss America | Nenhuma representante do Arkansas no concurso Miss America | Nenhuma representante do Arkansas no concurso Miss America                                       | Nenhuma representante do Arkansas no concurso Miss America | Nenhuma representante do Arkansas no concurso Miss America        | Nenhuma representante do Arkansas no concurso Miss America |
| 1941 | Ferol Amelia Dumas                                         | Magnolia                                                   |                                                            |                                                                                                  |                                                            |                                                                   | |
| 1940 | Betty Benson                                               | Forrest City                                               |                                                            |                                                                                                  |                                                            |                                                                   | |
| 1939 | Jean Thompson                                              | Helena                                                     |                                                            |                                                                                                  |                                                            |                                                                   | |
| 1938 | Lorene Bailey                                              | Jonesboro                                                  |                                                            | Piano, "Dinah"                                                                                   |                                                            |                                                                   | |
| 1937 | Nenhum representante do Arkansas no concurso Miss America  | Nenhum representante do Arkansas no concurso Miss America  | Nenhum representante do Arkansas no concurso Miss America  | Nenhum representante do Arkansas no concurso Miss America                                        | Nenhum representante do Arkansas no concurso Miss America  | Nenhum representante do Arkansas no concurso Miss America         | Nenhum representante do Arkansas no concurso Miss America |
| 1936 | Nenhum representante do Arkansas no concurso Miss America  | Nenhum representante do Arkansas no concurso Miss America  | Nenhum representante do Arkansas no concurso Miss America  | Nenhum representante do Arkansas no concurso Miss America                                        | Nenhum representante do Arkansas no concurso Miss America  | Nenhum representante do Arkansas no concurso Miss America         | Nenhum representante do Arkansas no concurso Miss America |
| 1935 | Nenhum representante do Arkansas no concurso Miss America  | Nenhum representante do Arkansas no concurso Miss America  | Nenhum representante do Arkansas no concurso Miss America  | Nenhum representante do Arkansas no concurso Miss America                                        | Nenhum representante do Arkansas no concurso Miss America  | Nenhum representante do Arkansas no concurso Miss America         | Nenhum representante do Arkansas no concurso Miss America |
| 1934 | Não foram realizados concursos nacionais                   | Não foram realizados concursos nacionais                   | Não foram realizados concursos nacionais                   | Não foram realizados concursos nacionais                                                         | Não foram realizados concursos nacionais                   | Não foram realizados concursos nacionais                          | Não foram realizados concursos nacionais |
| 1933 | Vivian Ferguson                                            |                                                            | 20                                                         |                                                                                                  | N/A                                                        | N/A                                                               | Desclassificada por ser casada |
| 1932 | Nina Ruth Hudson                                           | Harrison                                                   | 14                                                         |                                                                                                  | Não foram realizados concursos nacionais                   | Não foram realizados concursos nacionais                          | |
| 1931 | Não foram realizados concursos nacionais                   | Não foram realizados concursos nacionais                   | Não foram realizados concursos nacionais                   | Não foram realizados concursos nacionais                                                         | Não foram realizados concursos nacionais                   | Não foram realizados concursos nacionais                          | Não foram realizados concursos nacionais |
| 1930 | Não foram realizados concursos nacionais                   | Não foram realizados concursos nacionais                   | Não foram realizados concursos nacionais                   | Não foram realizados concursos nacionais                                                         | Não foram realizados concursos nacionais                   | Não foram realizados concursos nacionais                          | Não foram realizados concursos nacionais |
| 1929 | Não foram realizados concursos nacionais                   | Não foram realizados concursos nacionais                   | Não foram realizados concursos nacionais                   | Não foram realizados concursos nacionais                                                         | Não foram realizados concursos nacionais                   | Não foram realizados concursos nacionais                          | Não foram realizados concursos nacionais |
| 1928 | Não foram realizados concursos nacionais                   | Não foram realizados concursos nacionais                   | Não foram realizados concursos nacionais                   | Não foram realizados concursos nacionais                                                         | Não foram realizados concursos nacionais                   | Não foram realizados concursos nacionais                          | Não foram realizados concursos nacionais |
| 1927 | Nenhuma representante do Arkansas no concurso Miss America | Nenhuma representante do Arkansas no concurso Miss America | Nenhuma representante do Arkansas no concurso Miss America | Nenhuma representante do Arkansas no concurso Miss America                                       | Nenhuma representante do Arkansas no concurso Miss America | Nenhuma representante do Arkansas no concurso Miss America        | Nenhuma representante do Arkansas no concurso Miss America |
| 1926 | Nenhuma representante do Arkansas no concurso Miss America | Nenhuma representante do Arkansas no concurso Miss America | Nenhuma representante do Arkansas no concurso Miss America | Nenhuma representante do Arkansas no concurso Miss America                                       | Nenhuma representante do Arkansas no concurso Miss America | Nenhuma representante do Arkansas no concurso Miss America        | Nenhuma representante do Arkansas no concurso Miss America |
| 1925 | Nenhuma representante do Arkansas no concurso Miss America | Nenhuma representante do Arkansas no concurso Miss America | Nenhuma representante do Arkansas no concurso Miss America | Nenhuma representante do Arkansas no concurso Miss America                                       | Nenhuma representante do Arkansas no concurso Miss America | Nenhuma representante do Arkansas no concurso Miss America        | Nenhuma representante do Arkansas no concurso Miss America |
| 1924 | Nenhuma representante do Arkansas no concurso Miss America | Nenhuma representante do Arkansas no concurso Miss America | Nenhuma representante do Arkansas no concurso Miss America | Nenhuma representante do Arkansas no concurso Miss America                                       | Nenhuma representante do Arkansas no concurso Miss America | Nenhuma representante do Arkansas no concurso Miss America        | Nenhuma representante do Arkansas no concurso Miss America |
| 1923 | Nenhuma representante do Arkansas no concurso Miss America | Nenhuma representante do Arkansas no concurso Miss America | Nenhuma representante do Arkansas no concurso Miss America | Nenhuma representante do Arkansas no concurso Miss America                                       | Nenhuma representante do Arkansas no concurso Miss America | Nenhuma representante do Arkansas no concurso Miss America        | Nenhuma representante do Arkansas no concurso Miss America |
| 1922 | Nenhuma representante do Arkansas no concurso Miss America | Nenhuma representante do Arkansas no concurso Miss America | Nenhuma representante do Arkansas no concurso Miss America | Nenhuma representante do Arkansas no concurso Miss America                                       | Nenhuma representante do Arkansas no concurso Miss America | Nenhuma representante do Arkansas no concurso Miss America        | Nenhuma representante do Arkansas no concurso Miss America |
| 1921 | Nenhuma representante do Arkansas no concurso Miss America | Nenhuma representante do Arkansas no concurso Miss America | Nenhuma representante do Arkansas no concurso Miss America | Nenhuma representante do Arkansas no concurso Miss America                                       | Nenhuma representante do Arkansas no concurso Miss America | Nenhuma representante do Arkansas no concurso Miss America        | Nenhuma representante do Arkansas no concurso Miss America |